# Tomografia computadorizada por emissão de fóton único
A tomografia computadorizada por emissão de fóton único (português brasileiro) ou tomografia computorizada por emissão de fotão único (português europeu), mais conhecida pelo acrônimo SPECT (em inglês: Single photon emission computed tomography) é uma técnica tomográfica de imagem médica da medicina nuclear que utiliza a radiação ionizante de raios gama. É muito semelhante à imagem "planar" da medicina nuclear convencional pelo facto que usa uma câmara gama. Contudo, ela é capaz de fornecer verdadeiro dado biotopológico em 3D. Esta informação é tipicamente apresentada como cortes transversais do paciente, mas a potente elaboração da imagem computadorizada pode facilmente ser reformatada em cortes sagitais ou manipulada quando necessário. No exame, é injetado no paciente o radiofármaco – medicamento que contém radionuclídeos, cuja utilização também pode ser terapêutica. Esse medicamento fará com que, contrário ao exame de raios-x, o paciente emita a radiação necessária para a aquisição da imagem. A câmara gama gira ao redor do paciente e gera imagens a partir de vários ângulos diferentes.

## Captação da imagem

### Conceitos gerais
O radiofármaco é injetado no paciente, interage com os tecidos do corpo, e então a radiação é emitida. Ela é captada pelos detectores da máquina e transformada em sinais elétricos. O computador traduz esses sinais em forma de uma imagem bidimensional, que é mostrada num monitor.

### Sistema de detecção
O SPECT usa a câmara gama para adquirir as imagens. Os componentes do sistema de detecção da câmara são:
- Colimador: Os raios gama não estão unicamente se dirigindo em direção à máquina. Por isso, o colimador é usado para permitir que apenas aqueles raios, que viajem numa certa direção, atinjam o detector. Existem três principais tipos de furos de colimador: de furos paralelos, de furos divergentes e o de furos convergentes.

- Cristal: É o receptor da radiação. A radiação, depois de colimada, atinge o cristal e interage com ele. Essa interação pode ser dada de quatro maneiras:

A.	Evento válido: O raio gama é emitido paralelamente aos buracos do colimador, atravessa um deles e interage fotoeletricamente com o cristal, depositando toda a sua energia em apenas um local. Essa interação seria a ideal, pois todo fóton incidente seria convertido totalmente em energia elétrica.
B.	Detecção de espalhamento: O raio gama é emitido paralelamente aos buracos do colimador, atravessa um deles e interage por espalhamento Compton com o cristal. O raio espalhado pode interagir uma segunda vez com o detector. Para a imagem, essa segunda interação é maléfica, pois pode causar perda da nitidez.
C.	Espalhamento do objeto: O raio não é emitido na direção dos buracos do colimador, mas é espalhado pelo corpo e passa pelos buracos do colimador, sendo detectado. O raio perde energia durante o espalhamento e produzirá um sinal menor no detector.
D.	Penetração septal: O raio gama é emitido em direção do colimador, mas não paralelamente a ele. Por conta da atenuação incompleta, causada pelas paredes finas do colimador, há certa chance do raio atingir o cristal e interagir com ele.
- Fotomultiplicadores: Multiplicam o sinal produzido pela luz incidente – mais ou menos 100 milhões de vezes – possibilitando um único fóton ser detectado quando a luz incidente é fraca. Amplificam o sinal e transformam em energia elétrica para ser processado pelo computador.

### Formação da imagem
O sinal ampliado pelos fotomultiplicadores é enviado a um circuito de posicionamento. Quando a energia chega a esse circuito, ele envia a informação ao computador da posição dela nos eixos X e Y. O valor da energia no posicionamento (X e Y) indicará a tonalidade do pixel para a formação final da imagem.
Os programas de reconstrução de imagem têm corretor de linearidade e uniformidade. Esses programas tentam evitar o borramento e o aparecimento de artefatos.

## Imagem
Para capturar a imagem de SPECT a gama câmara é rotacionada em volta do paciente. São capturadas múltiplas imagens bidimensionais (2D) do corpo do paciente. A radiação é captada em pontos definidos durante a rotação, normalmente a cada 3–6 graus. Na maioria dos casos é dada uma rotação com a gama câmara de 360 graus para conseguir a otimização na reconstrução. O tempo de captação, em cada ponto, é variável, mas é normalmente de 15 a 20 segundos, o que dá um tempo total de exame entre 15 e 20 minutos.
Mas as máquinas mais modernas têm mais de uma cabeça (parte da máquina que contém todo o sistema de detecção). Quanto mais cabeças a máquina tiver, uma maior área ela captará a radiação simultaneamente, o que resultará num menor tempo total de exame.
As imagens podem ser preto e branco ou coloridas, dependendo do exame. As imagens coloridas são mais comuns em exames que mostram o cérebro e o coração. A resolução pode ser de 64 x 64 ou 128 x 128 pixels, cada pixel representando uma parte de 3-6 milímetros do corpo do paciente. A resolução da imagem depende:
•	Da energia: Se a energia for muito baixa, há uma maior probabilidade de acontecer os outros eventos de detecção que não o ideal (Detecção de Espalhamento, Espalhamento do Objeto e Penetração Septal).
•	Da espessura do cristal: O cristal não pode ser muito grosso. Tem que ter uma espessura ideal, pois se não há uma maior probabilidade de acontecer, principalmente o evento de Detecção de Espalhamento.
•	Da eficiência de coleta: Se a coleta não for muito eficiente, haverá prejuízo para a imagem. Conseqüentemente, o médico que analisará o exame poderá não ver um câncer, por exemplo, que o paciente possa ter, mas, devido a baixa eficiência de coleta, a imagem não ficou a melhor possível.
•	Da distância: A distância está ligada diretamente à eficiência de coleta. Quanto menor a distância, maior a eficiência de coleta. É por isso que, no momento do exame, as cabeças da máquina são aproximadas do paciente.
•	Do tipo de buraco do colimador: Cada tipo de buraco tem o seu campo de captação. O colimador de furos paralelos capta radiação de uma área exatamente do tamanho da sua. O colimador de furos convergentes capta radiação de uma área menor do que a dele; ele tem uma forma de funil. E o colimador divergente capta radiação de uma área maior do que a dele; ele tem a forma de um leque.

## Aplicações na Medicina
O SPECT é um exame largamente usado na medicina, pois esse possibilita a visualização da funcionalidade de todos os sistemas do corpo. O procedimento padrão é simples: aplicar o radiofármaco no paciente, aguardar alguns minutos e realizar o exame. A seguir, explana-se sobre alguns desses exames.

### Perfusão de miocárdio
Para a realização desse exame, o paciente deve ter feito jejum de quatro horas. O radiofármaco deve ter administração intravenosa e com o paciente em pé, se possível. O exame é feito em duas partes: o exame sob esforço e o exame em repouso.
O sob esforço é realizado primeiro, pois a maioria dos problemas são detectados nesse exame, muitas vezes sem a necessidade do outro. O paciente é submetido ao esforço físico em uma esteira ergométrica. A atividade do fármaco, nesse caso, deve ser de 20 a 30mCi de 99mTc. E o exame deve ser realizado 15min após a aplicação da radiação em posição supina (com as costas na mesa) com o braço esquerdo levantado e os eletrodos devem ser removidos da área de captação da máquina.
O em repouso, a atividade deve ser de 8 a 10mCi. Algumas vezes o paciente pode precisar de uma reinjeção; a dose pode não estar adequada para a realização do exame e o paciente precisará de mais radiação. O exame deve ser realizado 30min após a aplicação do radiofármaco com o paciente estando, novamente, na posição supina.
O exame de esforço tem indicações e contra-indicações. Em resumo, algumas delas apresentam-se abaixo:
•	Indicações: diagnóstico de síndrome da dor torácica, avaliação de doença arterial coronariana conhecida, localização e extensão da isquemia, avaliação do efeito da terapia medicamentosa, avaliação após angioplastia coronariana transluminal ou cirurgia de enxerto arterial coronariano, avaliação e prognóstico após infarto do miocárdio, avaliação da reserva miocárdica, avaliação pré-operatória de cirurgias de grande porte não-cardíacas, guia para terapia de reabilitação triagem de paciente de alto risco.
•	Contra-Indicações: infarto agudo do miocárdio, angina instável, arritmia cardíaca severa – com risco de morte, miocardite, valvulite, pericardite, estenose aórtica crítica, edema pulmonar / insuficiência cardíaca congestiva, embolia pulmonar, hipertensão arterial severa, doença não-cardíaca severa intercorrente, pacientes não cooperativos, incapacidade para dar consentimento.
Esse exame é de fundamental importância, pois o exercício físico aumenta a carga cardíaca. Esse aumento gera um aumento de consumo de oxigênio. O que fariam as coronárias normais se dilatarem e o fluxo crescer. Porém, vasos com um estreitamento anormal não se dilatam e a reserva de fluxo é limitada. Assim, a isquemia é induzida.
As imagens do exame seguem um padrão de diagnóstico de acordo com a tabela abaixo:
|                      | Padrões diagnósticos                                 |                            |
| Pós-esforço imediato | Repouso tardio ou reinjeção                          | Diagnóstico                |
| Normal               | Normal                                               | Normal                     |
| Defeito(s)           | Normal                                               | Isquemia transitória       |
| Defeito(s)           | Defeito(fixo)                                        | Infarto prévio com fibrose |
| Defeito(s)           | Alguma normalização com áreas de defeito persistente | Infarto prévio com fibrose |
| Normal               | Defeito                                              | Redistribuição reversa     |

| Termo                  | Definição e aspecto cintilográfico |
| Isquemia Miocárdica    | Uma diminuição do fluxo de sangue para o miocárdio (músculo responsável pela contração do coração) abaixo das necessidades metabólicas geralmente devido à circulação inadequada resultante de doença arterial coronariana; miocárdio isquêmico aparece na cintilografia de perfusão do miocárdio como área de maior intensidade da imagem. |
| Infarto do Miocárdio   | Necrose (morte) do tecido miocárdico, frequentemente como resultado de obstrução coronariana; aparece nas imagens de perfusão e nos estudos de metabolismo como área de menor intensidade da imagem. |
| Infarto Transmural     | Necrose que envolve todas as camadas desde o endocárdio até epicárdio; cintilografia de perfusão miocárdica com alta sensibilidade para detectar esta lesão. |
| Infarto Subendocárdico | Necrose envolvendo apenas o músculo adjacente ao endocárdio; cintilografia de perfusão miocárdica com baixa sensibilidade para detectar esta lesão. |
| Fibrose Miocárdica     | Resultado tardio do infarto; área de maior intensidade da cintilografia. |
| Miocárdio Hibernante   | Miocárdio viável, mas cronicamente isquêmico, com baixo controle da contração; reversível com a restauração do fluxo sanguíneo; área de maior intensidade da cintilografia. |
| Miocárdio Atordoado    | Miocárdio com disfunção da contração após isquemia, mesmo após a restauração da perfusão; geralmente melhora com o tempo; imagem de aspecto normal ou levemente diminuída. |

### Cintilografia Óssea
A principal vantagem da cintilografia óssea é a alta sensibilidade em detectar doença precoce de vários tipos e a capacidade de poder avaliar rapidamente todo o esqueleto a um baixo custo.
De uma forma mais ampla, a captação da imagem óssea do SPECT representa a atividade osteoblástica e o fluxo sanguíneo. Qualquer condição médica que altere algum desses fatores, sendo essa alteração positiva ou negativa, pode dar origem a uma cintilografia óssea anormal. Esta é a sua maior limitação: a não-especificidade. Qualquer alteração na formação óssea resultará em localização anormal da radiação.
Para a realização desse exame, é pedido ao paciente que beba bastante água horas antes da realização. Essa hidratação é recomendada para que minutos antes da realização do exame o paciente urine bastante a fim de esvaziar a bexiga ao máximo, pois esse é um órgão que atrai bastante radiofármaco. E isso poderia indicar uma doença que o paciente não tenha realmente.
A pessoa a realizar esse exame deverá retirar os objetos de metal, como moedas, jóias, chaves medalhas. Desse modo, evita que a radiação fique impregnada nesses materiais. A administração do radiofármaco é intravenosa. Para um adulto padrão a dose é de 20mCi (740MBq) de 99mTc, mas é necessário o ajuste da dose para paciente pediátrico. O exame deve ser iniciado de 2 a 4 horas após a aplicação da dose.

### Cintilografia de Ventilação e de Perfusão
A embolia pulmonar é uma doença freqüente e fatal. Uma das aplicações da cintilografia pulmonar é na avaliação de pacientes com suspeita dessa doença. Atualmente a abordagem para o diagnóstico de embolia pulmonar requer uma boa avaliação clínica, a realização de cintilografia de ventilação e de perfusão e uma indicação seletiva para angiografia.
Para o exame de cintilografia de ventilação, o paciente não precisa ser preparado. Isso é, ele pode chegar ao serviço de medicina nuclear e receber a o radiofármaco. Essa administração é dada com o paciente sentado, por inalação de 133Xe, de 10 a 20mCI (370 a 740MBq). Na realização do exame o paciente é orientado para expirar profundamente e inspirar profundamente e prender a respiração o máximo possível. Nesse momento há a captação da imagem. Outras duas imagens são feitas com o paciente respirando normalmente.
Por outro lado, no exame de cintilografia de perfusão alguns cuidados devem ser tomados. Se a paciente estiver grávida, a dose deve ser ajustada. Ou se a pessoa tiver hiper tensão pulmonar ou pneumectomia, o número de partículas radioativas deve ser ajustado. Nesse exame a dose, 4mCi (148MBq) de 99mTc, deve ser administrada intravenosa durante vários ciclos respiratórios, com o paciente deitado na posição supina.
Caso as cintilografia de ventilação e de perfusão mostrarem concordância nas imagens, ambas as cintilografias são anormais na mesma área e o defeito tem o mesmo tamanho. Caso elas discordem, isso indica uma perfusão anormal numa área de ventilação anormal ou um defeito de perfusão muito maior que o defeito de ventilação.
| Discordantes                                                          | Concordantes                            |
| Embolia pulmonar aguda                                                | Doença pulmonar obstrutiva crônica      |
| Embolia pulmonar crônica                                              | Bronquite ou bronquiectasia             |
| Outras causas de embolia                                              | Bolhas ou vesículas                     |
| Carcinoma broncogênico                                                | Insuficiência cárdica congestiva        |
| Adenopatia mediastinal ou hiliar com obstrução de uma artéria ou veia | Edema pulmonar                          |
| Hipoplasia ou aplasia da artéria pulmonar                             | Derrame pleural                         |
| Síndrome de Swyer-James (alguns casos)                                | Asma                                    |
| Pós-radioterapia                                                      | Trauma pulmonar, hematoma               |
| Vasculite                                                             | Dano inalatório                         |
|                                                                       | Tampão mucoso                           |
|                                                                       | Carcinoma broncogênico (outros tumores) |

### Perfusão Cerebral
A cintilografia cerebral foi muito importante na prática da medicina nuclear. Durante muito tempo, antes da invenção da tomografia computadorizada (TC). Antigamente, a cintilografia cerebral convencional era a única forma de adquirir uma imagem do cérebro, e representava grande aplicação na medicina nuclear. Atualmente, a ressonância magnética (RM) e a tomografia computadorizada apresentam papeis fundamentais por mostrarem melhores imagens anatômicas do sistema nervoso central. O papel da medicina nuclear hoje é de obter uma imagem funcional do cérebro.
A imagem do cérebro requer uma adesão estrita ao protocolo padrão de realização do exame. Essa padronização é importante para uma perfeita análise do exame, caso contrário poderão surgir diferenças funcionais – que não se aplicam a verdade – entre metabolismo e perfusão. Um exemplo é a ativação do centro visual occipital parassagital vai depender se o paciente estiver de olhos abertos ou não.
Para esse exame, não há necessidade de haver uma preparação prévia do paciente. O radiofármaco deve ser injetado sempre nas mesmas condições de luminosidade, ambiente, ruído de fundo, posição do paciente. Deve ser anotado, também, o seu tempo de validade.
A cintilografia de perfusão cerebral deve ser feita uma máquina de SPECT com três cabeças. O paciente deve ser posicionado de maneira que o cérebro esteja dentro do campo de visão dos três detectores. Estando esses o mais próximo o possível do paciente. O exame deve ser iniciado 15 minutos ou mais após a aplicação do radiofármaco.
| Aplicação                                                     | Estado Atual |
| Acidente Vascular Cerebral (AVC)                              |              |
| •Detecção de isquemia aguda                                   | Estabelecido |
| •Determinação do subtipo de AVC                               | Promissor    |
| •Vasoespasmo após hemorragia                                  | Promissor    |
| •Prognóstico de recuperação após AVC                          | Investigação |
| •Monitoração de tratamento                                    | Investigação |
| •Diagnóstico de ataque de isquemia transitória                | Investigação |
| •Prognóstico de ataque de isquemia transitória                | Investigação |
| Neoplasias                                                    |              |
| •Graduação de gliomas                                         | Investigação |
| •Diferenciação entre necrose por radiação de recidiva tumoral | Investigação |
| Encefalopatia por Vírus HIV                                   | Investigação |
| Traumatismo Craniano                                          | Investigação |
| Epilepsia                                                     |              |
| •Localização do foco epiléptico                               | Promissor    |
| •Diagnóstico diferencial do íctus                             | Investigação |
| •Detecção interical do subtipo de convulsão                   | Investigação |
| •Estudo de receptores                                         | Investigação |
| •Monitoração de terapia                                       | Duvidoso     |
| Mal de Alzheimer                                              | Estabelecido |
| Coréia de Huntington                                          | Investigação |
| Estado Vegetativo Persistente                                 | Investigação |
| Morte Cerebral                                                | Promissor    |

## Avanço da Ciência
Na medicina nuclear, o SPECT foi e continuará sendo importante. A prova disso é o avanço da tecnologia. Com esse avanço, já se pode ter uma máquina hibrida com o SPECT-CmT. Essa tecnologia visa acabar com o sofrimento de muitas mulheres que precisam ter seus seios comprimidos para poder ser realizado a mamografia. O híbrido será a junção do SPECT, que mostrará a parte funcional da mama, com a Tomografia computadorizada, que mostrará a parte anatômica. Desse modo, o médico poderá identificar melhor quanto ao que aparece no exame.